# Działania ochronno-obronne
Działania ochronno-obronne – pomocniczy rodzaj działań przeciwdywersyjnych, polegający na zapewnieniu bezpośredniej ochrony i obrony określonych obiektów, mogących stanowić przedmiot rozpoznania i ataków sił dywersyjnych przeciwnika. 
W tym celu organizuje się:
- załogi ochronne,
- warty,
- konwoje,
- posterunki ochronne,
- posterunki kontrolne i obserwacyjne
- ubezpieczenia,
- patrole,
- zasadzki,
- podsłuchy,
- instaluje się urządzenia alarmowo-sygnalizacyjne.

Zapewnia się ponadto rozbudowę inżynieryjną oraz przygotowanie systemu ognia stwarzającego warunki prowadzenia walki w obronie obiektu.